# Digigraf
Digigraf je strojové zařízení s grafickým výstupem vyráběné v 70. a 80. letech 20. století v ZPA Nový Bor v tehdejším Československu. Používal se k záznamu grafické informace uložené v digitální podobě na média jako je papír případně fólie. V podstatě se jednalo o kreslící stůl s médiem upnutým pomocí elektrostatického náboje na skleněné desce. Pohyb záznamové hlavy v ose XY zabezpečoval číslicový polohový servomechanismus. Po roce 1989 byla výroba digigrafu ukončena.
Kromě zařízení Digigraf, Digipos a Digitizér vyráběly ZPA Nový Bor tři typy zařízení s grafickým výstupem:
- EC 7941– zařízení pro provádění konstrukčně grafických prací
- EC 7942 – zařízení pro činnosti výrobně technologického charakteru
- AKS Digikart